# Tecpantzingo
Tecpantzingo är en ort i Mexiko.   Den ligger i kommunen Jonotla och delstaten Puebla, i den sydöstra delen av landet, 190 km öster om huvudstaden Mexico City. Tecpantzingo ligger 205 meter över havet och antalet invånare är 607.
Terrängen runt Tecpantzingo är kuperad åt sydväst, men åt nordost är den platt. Runt Tecpantzingo är det tätbefolkat, med 383 invånare per kvadratkilometer. Närmaste större samhälle är Ciudad de Cuetzalan, 10,8 km sydväst om Tecpantzingo. I omgivningarna runt Tecpantzingo växer huvudsakligen savannskog.